# Letanía de Ra

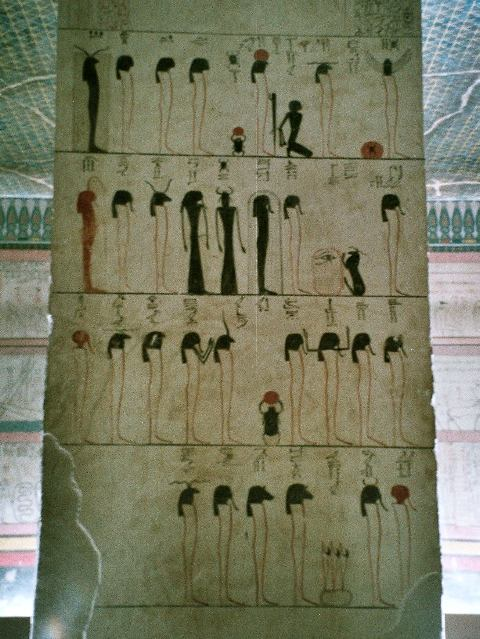
Advocaciones de Ra en la cámara funeraria de Thutmose III.

La letanía de Ra es un antiguo texto funerario egipcio, de gran importancia durante el Imperio Nuevo. Como muchos textos funerarios, fue escrito en el interior de las tumbas para que sirviera de referencia a los difuntos. A diferencia de otras obras, la letanía estaba reservada solamente para los miembros de la casa real o para algunos nobles favoritos de los faraones. 
Está dividida en dos partes: la primera invoca al sol, Ra, en 75 formas diferentes, lo que le ha valido el nombre de letanía. La segunda parte es una serie de rezos en los cuales el faraón asume partes de la naturaleza y de deidades, pero sobre todo de Ra. Compuesto durante la decimoctava dinastía, no es un libro del Más Allá o una guía para llegar al otro mundo: elogia al rey por su unión con el dios del sol, estableciendo una relación entre el faraón, el dios y su ba. El texto se utilizó por primera vez inscrito en los pilares de la cámara funeraria de Thutmose III (KV34) y en la de su visir Useramón (TT131), en la que figura su nombre: Libro de la oración a Ra en el Occidente.
Fue utilizado en la mayoría de las tumbas a partir de la época de Seti I, colocándose en los corredores de entrada: en el primer pasillo el texto y en el segundo las imágenes que representan cada una de las advocaciones de Ra. También aparece en Abidos, tanto en el Osireion de Seti I como en el templo construido por Ramsés II.